# オスカー・ホイルンド
オスカー・ヴィンター・ホイルンド（Oscar Winther Højlund, 2005年1月4日 - ）は、デンマーク・コペンハーゲン出身のサッカー選手。ブンデスリーガ・アイントラハト・フランクフルト所属。ポジションはMF。

## クラブ経歴

### FCコペンハーゲン
13歳の時にFCコペンハーゲンのユースチームに入団。2021年12月に双子の兄弟にあたるエミルと共にトップチーム昇格が決まり、2024年までのプロ契約を締結。デンマーク・スーペルリーガ2022-23シーズン終盤にベンチ入りし、2023-24シーズン開幕戦となった2023年7月22日のリンビーBK戦で、後半44分に起用され、プロデビュー。因みにエミルも1分後に起用され、プロデビューした。

### アイントラハト・フランクフルト
2024年7月10日、アイントラハト・フランクフルトと2029年までの5年契約を締結した。

## 代表経歴
2021年より、各ユース世代のデンマーク代表の主力としてプレーしている。

## 人物
- 兄はマンチェスター・ユナイテッドFC所属のラスムス・ホイルンドで、双子の兄弟のエミル・ホイルンドもシャルケ04に所属している[5]。